# Lophocolea blepharoptera
Lophocolea blepharoptera là một loài Rêu trong họ Lophocoleaceae. Loài này được Spruce mô tả khoa học đầu tiên năm 1885.